# Satz von Maxwell

Strecken mit gleichen Markierungen sind parallel.
Sind die Seiten des Dreieck parallel zu den sich in einem Punkt schneidenden Cevanen des Dreiecks, so schneiden sich Cevanen des Dreiecks, die zu den entsprechenden Seiten des Dreiecks parallel sind, ebenfalls in einem gemeinsamen Punkt

Als Satz von Maxwell wird die folgende Aussage über Dreiecke in der Ebene bezeichnet:
Zu einem gegebenen Dreieck {\displaystyle ABC} und einem Punkt {\displaystyle V}, der nicht auf den Seiten des Dreiecks liegt, konstruiert man ein weiteres Dreieck {\displaystyle A'B'C'}, so dass die Seite {\displaystyle A'B'} parallel zur Strecke {\displaystyle CV}, die Seite {\displaystyle A'C'} parallel zu Strecke {\displaystyle BV} und die Seite {\displaystyle B'C'} parallel zur Strecke {\displaystyle AV} ist. Dann schneiden sich die Parallele zu {\displaystyle AB} durch {\displaystyle C'}, die Parallele zu {\displaystyle BC} durch {\displaystyle A'} und die Parallele zu {\displaystyle AC} durch {\displaystyle B'} in einem gemeinsamen Punkt {\displaystyle V'}. 
Der Satz ist nach dem Physiker James Clerk Maxwell (1831–1879) benannt, der ihn im Rahmen seiner Arbeiten über sogenannte reziproke Figuren, die in der Statik von Bedeutung sind, bewies.